# 下座郡
下座郡（日语：／ Geza gun */?）是過去位于日本福岡縣的郡，已於1896年2月26日與上座郡、夜須郡合併為朝倉郡。
當時管轄的町村已經全被被合併為朝倉市。

## 歷史
- 1889年4月1日：實施町村制，下座郡下設：三奈木村、金川村、蜷城村、福田村、立石村。
- 1896年2月26日：與上座郡、夜須郡合併為朝倉郡。